# ヴィゴ・ヨハンスン
ヴィゴ・ヨハンスン（Viggo Johansen、1851年1月3日 - 1935年12月18日）はデンマークの画家である。19世紀末に活躍した。

## 略歴
コペンハーゲンの商人の息子に生まれた。1868年から1975年まで、デンマーク王立美術院で学ぶが、卒業試験に合格する前に美術院をやめた。1876年に妹の肖像画を出展し、1877年に出展した風俗画で才能を認められた。当時の画風は古典的なオランダ絵画のような作風であった。シェラン島の海岸の町、ホアンベク（Hornbæk）に滞在し、漁師の家庭の暮らしを描いた。1880年に結婚した後は、家庭の情景が題材に選ばれるようになった。アマー島のドラウア（Dragør）などでも描き、明るい点描のような技法も見られるようになった。
1882年から王立美術院の援助を受けて外国へ旅し、オランダやパリの展覧会に出展し高い評価を受けた。1886年にはコペンハーゲンの展覧会でトルバルセン賞を受賞した。
1887年に王立美術院の会員になり、1888年から1906年までは王立美術院の美術女学校の教授を務め、1906年からは王立美術院の教授となり、1911年から1914年の間、王立美術院の校長を務めた。
1894年にダンネブロ勲章(Ridder)、1915年にダンネブロ十字章( Dannebrogsmand)、1919年にダンネブロ勲章(Kommandør)を受勲した。

## 作品

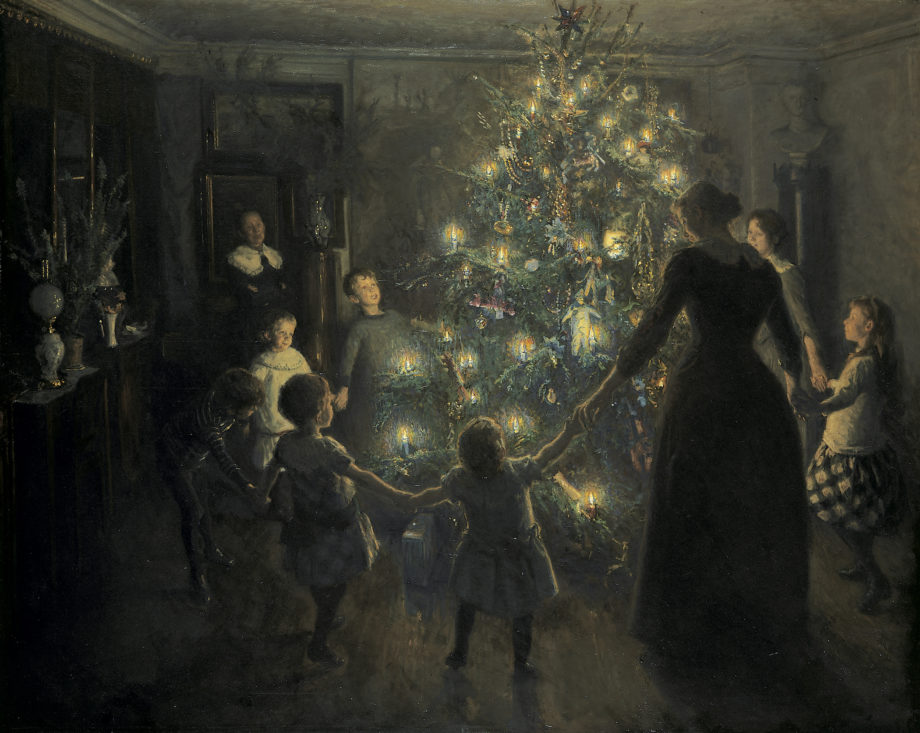
"Happy Christmas"(1881)
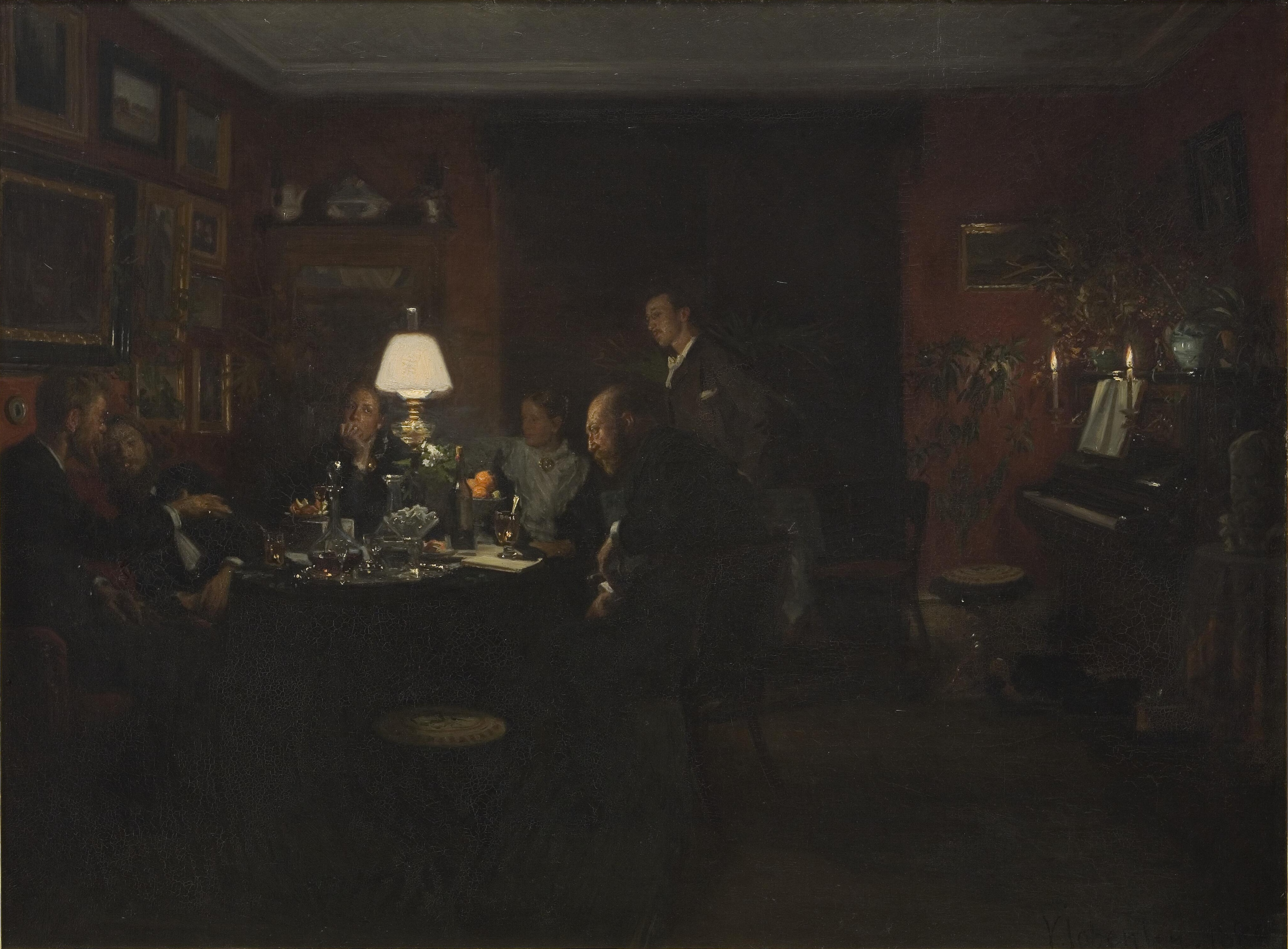
"Aftenpassiar or Evening Talk"(1886)
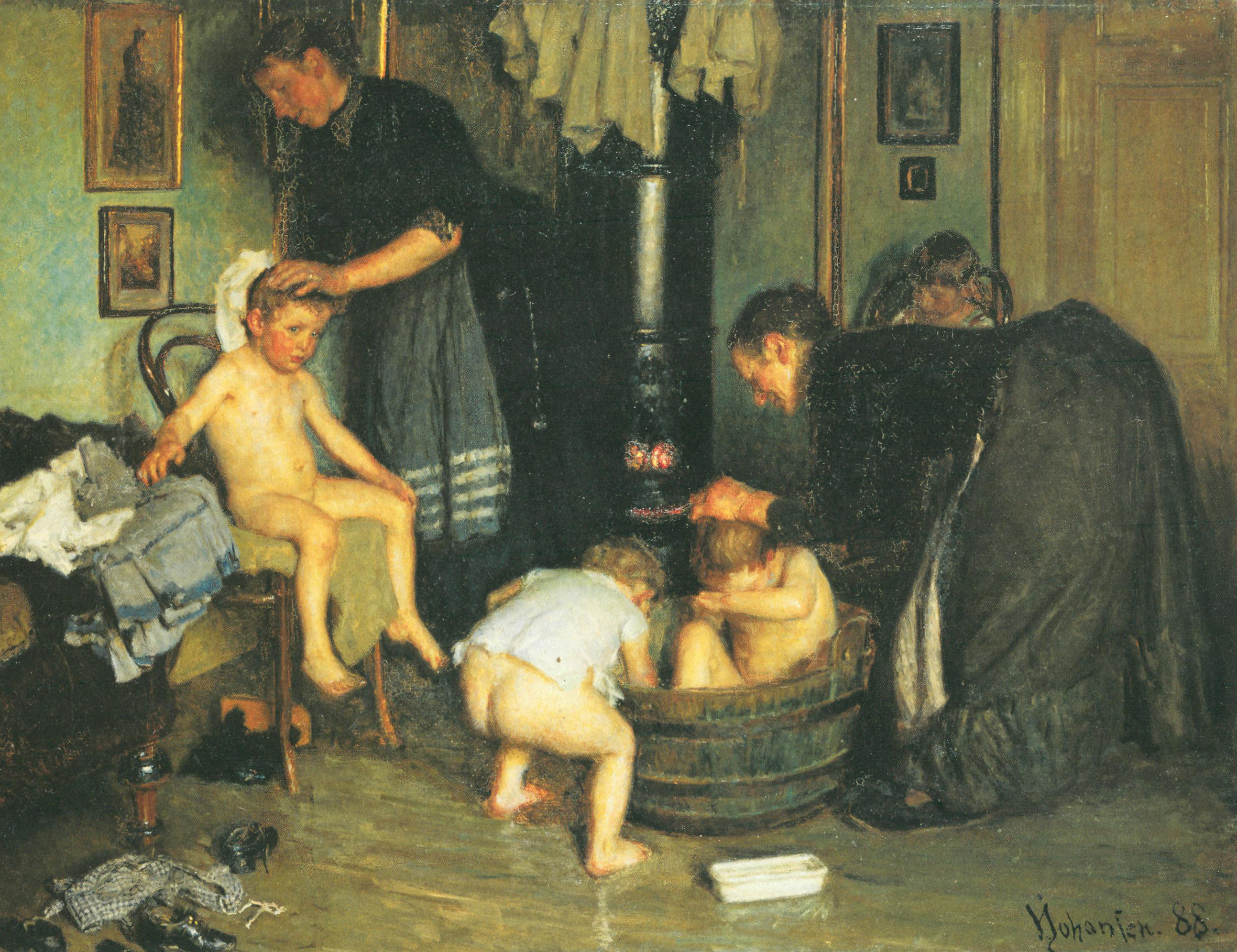
"Børnene vaskes"(1888)
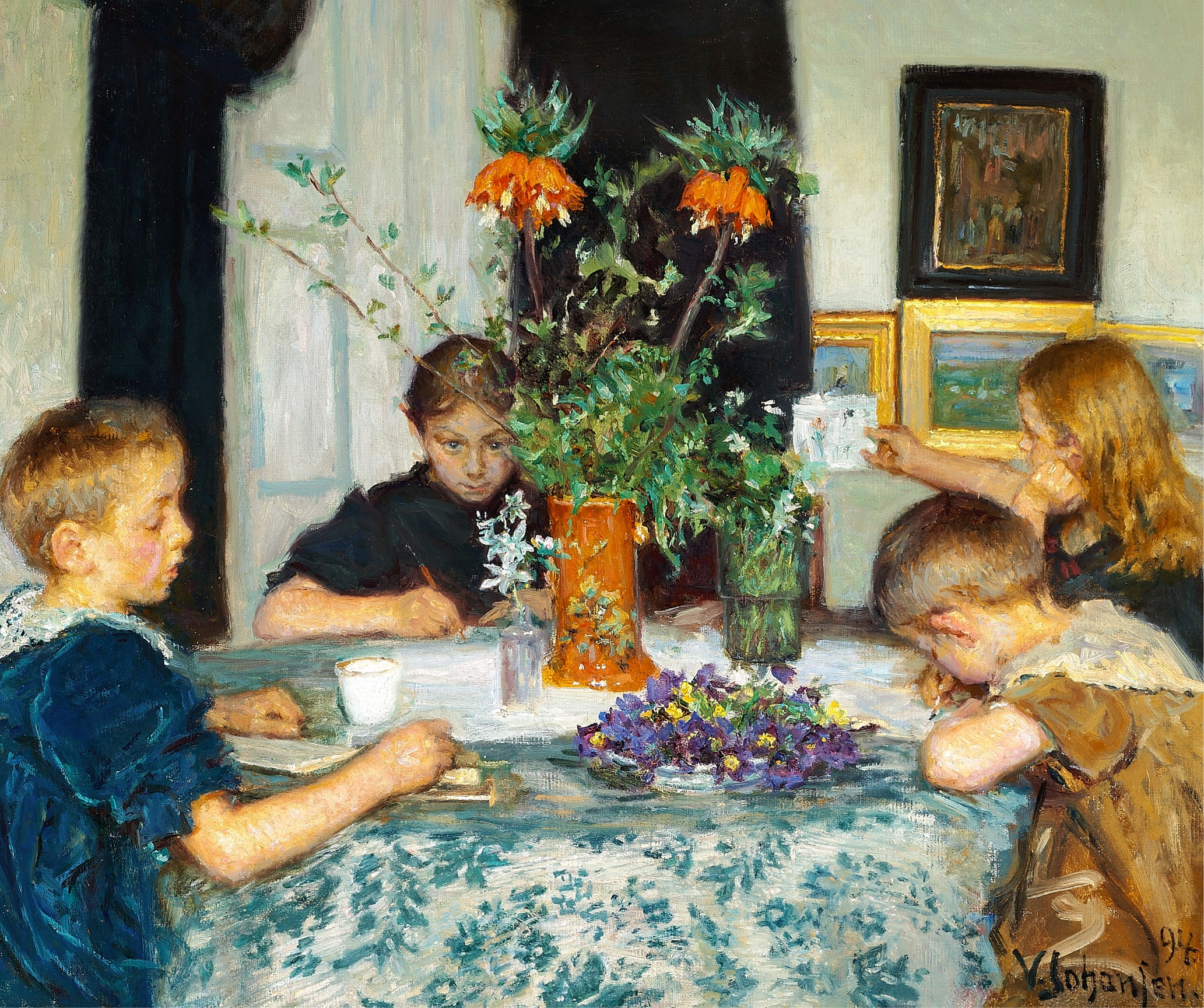
"Children painting spring flowers"(1894)
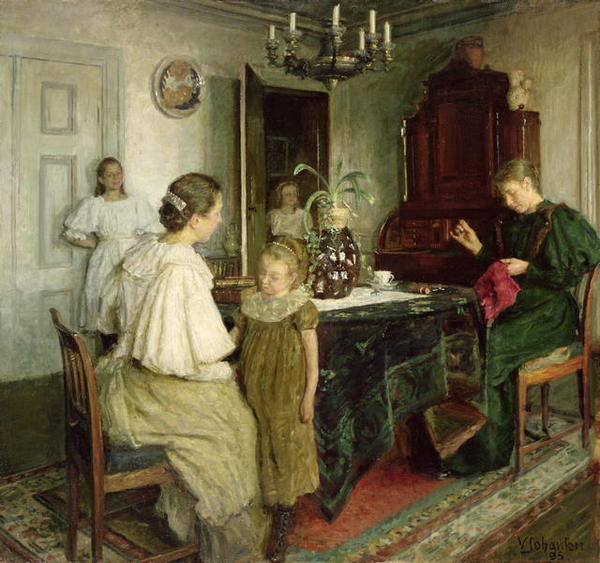
"The Family of the Artist"(1895)
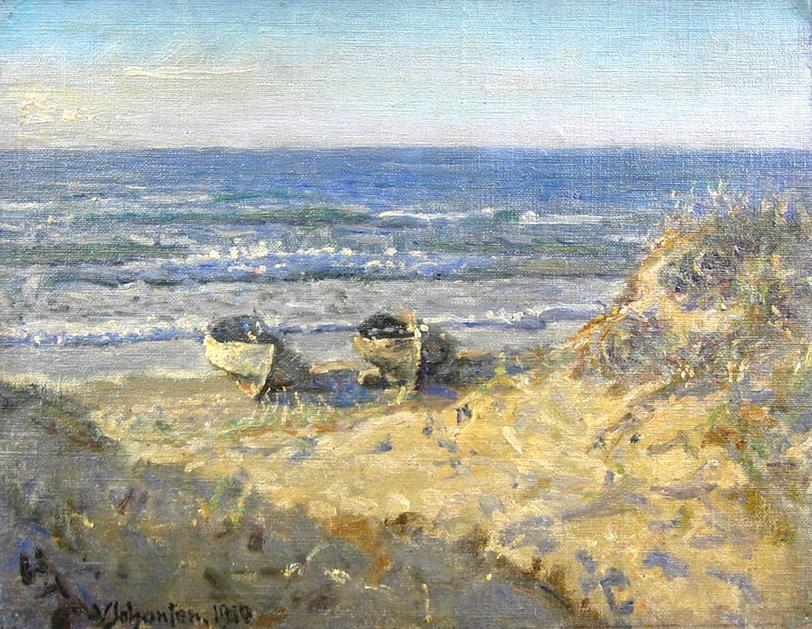
"Boats in Skagen on Sonderstrand"